# Установка дегідрогенізації пропану в Джубаїль (Saudi Polyolefins)
Установка дегідрогенізації пропану в Джубаїль (Saudi Polyolefins) — виробництво нафтохімічної промисловості у Саудівській Аравії, споруджене місцевими та європейськими інвесторами через компанію Saudi Polyolefins. Перша установка дегідрогенізації пропану в історії країни.
Другий за масовістю продукт органічної хімії пропілен в основному отримують разом з етиленом на установках парового крекінгу (а також при роботі нафтопереробних заводів, проте це джерело зазвичай дає пропілен більш низької якості, який не використовують для полімеризації у поліпропілен). В той же час, з кінця 20-го століття в світі ввели ряд спеціалізованих установок, призначених для виробництва пропілену шляхом гідрогенізації пропану. Інтерес до технології виявили, зокрема, у Саудівській Аравії, де є великий дешевий ресурс цього газу.
Першу установку ввели в експлуатацію у 2004 році в районі Джубаїль, де створений та постійно доповнюється новими виробництвами потужний центр нафтопереробної та нафтохімічної промисловості. Проект спільно реалізували National Petrochemical Industrialisation Co (Tasnee) та компанія Basell (BASF/Shell, з кінця 2000-х стала частиною концерну LyondellBasell), яким належать частки у 75 та 25 % відповідно. Потужність установки, що використовує технологію компанії ABB Lummus, становить 450 тисяч тонн пропілену на рік. Разом з нею була споруджена лінія полімеризації такої ж потужності.
Необхідна сировина — пропан — надходить до Джубайлю по пропанопроводу Джуайма – Джубайль та введеній в дію у другій половині 2010-х багатонитковій системі Васіт – Джубайль. В подальшому пропан зможе надходити по багатонитковим системам Танаджиб – Джубайль (з середини 2020-х) та Ріяс – Джубайль (з другої половини 2020-х).
Можливо відзначити, що згодом у Джубайлі ввели в експлуатацію ще дві установки гідрогенізації — компаній Al-Waha та Advanced Petrochemical Company.